# Нефёдова, Нина Григорьевна
Нина Григорьевна Нефёдова (род. 1926) — советский передовик производства в химической промышленности. Герой Социалистического Труда (1966).

## Биография
Родилась 7 ноября 1926 в деревне Никифорково.
Окончила семь классов школы. В 1941 году когда началась Великая Отечественная война, Н. Г. Нефёдова пришла с подругами в военкомат и попросилась на фронт санитаркой. Н. Г. Нефёдову отправили на фронт под город Ржев, где зачислили в санитарную роту 93-й стрелковой дивизии. Служила санинструктором на 3-м Украинском фронте. За отвагу Н. Г. Нефёдова в период войны была награждена Медалью «За боевые заслуги».
После войны переехала в Ленинград, где начала работать в военизированной охране на Кировском заводе и одновременно училась на бухгалтерских курсах, а позже приобрела специальность контролера отдела технического контроля по счетно-измерительным приборам.
С 1952 года перешла на завод «Красный химик», где освоила профессию контролера готовой продукции, аппаратчицы и старшей аппаратчицы по производству серной кислоты.
28 мая 1966 года Указом Президиума Верховного Совета СССР «за выдающиеся заслуги в выполнении заданий семилетнего плана по увеличению выпуска химической продукции и достижение высоких показателей в работе» Нина Григорьевна Нефёдова была удостоена звания Героя Социалистического Труда с вручением Ордена Ленина и золотой медали «Серп и Молот».
Живёт в Санкт-Петербурге.

## Награды
- Медаль «Серп и Молот» (28.05.1966)
- Орден Ленина (28.05.1966)
- Орден Отечественной войны II степени (11.03.1985)
- Медаль «За боевые заслуги»

## Комментарии
1. ↑  Деревня Никифорково входила в состав Киселевской волости Старицкого уезда[1], с 3 марта 1924 — в Ржевском уезде, 1929 года — в Луковниковском районе[2]. Деревня не сохранилась[3], с 14 ноября 1960 — территория Старицкого района Тверской области[4].